# Želechovice
Obec Želechovice (německy Selechowiz) se nachází v okrese Olomouc v Olomouckém kraji. Žije zde 251 obyvatel.

## Historie
První písemná zmínka o obci pochází z roku 1078. Od 1. května 1974 do 23. listopadu 1990 byla součástí města Uničov.

## Rodáci
- Alois Ruprecht
- Jiří Vavroš[7] (* 28.2.1732) – katolický kněz, kaplan v Lanžhotě, pak v Lomnici, následně lomnický farář a děkan. Zemřel 8.3.1769 v Lomnici.

## Pamětihodnosti
- Venkovská usedlost čp. 8